# Bernard Thonion
Le docteur Bernard Thonion, né le 17 décembre 1830 à Albertville (Savoie) et décédé le 2 avril 1917 à Annecy (Haute-Savoie), est un homme politique français.

## Biographie
Fils d'un officier savoyard, il reçoit une éducation française et fait ses études de médecine en France. Il milite en 1859 pour la réunion de la Savoie à la France et s'installe comme médecin à Annecy en 1860. Opposant au Second Empire, il est président du cercle républicain de Savoie.
Il se présente à la députation, à la suite du décès de Félix Brunier, en 1892. Il est député de la Haute-Savoie jusqu'en 1898, siégeant à gauche. 
Sèchement battu en 1898 face à Léon Berthet qui le devance de 9 000 voix, il reprend sa carrière médicale et se consacre à l'Académie florimontane d'Annecy.

## Sources
- « Bernard Thonion », dans le Dictionnaire des parlementaires français (1889-1940), sous la direction de Jean Jolly, PUF, 1960 [détail de l’édition]